# سلوین، انتاریو
سلوین، انتاریو (به انگلیسی: Selwyn, Ontario) یک منطقهٔ مسکونی در کانادا است که در بخش پیتربورو واقع شده‌است. سلوین ۱۶٬۸۴۶ نفر جمعیت دارد.